# Sadiq Khan
Sadiq Aman Khan (em urdu:  صادق امان خان‎; Londres, 8 de outubro de 1970) é um político e jurista britânico, membro do Parlamento do Reino Unido pelo distrito de Tooting desde a eleição geral de 2005. Filiado ao Partido Trabalhista, foi eleito, em maio de 2016, como o prefeito de Londres. Ideologicamente, encontra-se na ala social-democrata moderada de seu partido.
Nascido no hospital St George's Hospital, em Londres, filho de imigrantes paquistaneses, Khan possui licenciatura em Direito pela Universidade do Norte de Londres. Após a formatura, começou a trabalhar como procurador especializado em direitos humanos. Entre 1994 e 2006, foi conselheiro do distrito londrino de Wandsworth.
Em 2008, foi nomeado Ministro de Estado das Comunidades pelo primeiro-ministro Gordon Brown, tornando-se o segundo ministro britânico com origens paquistanesas. Mais tarde, trabalhou como Ministro de Estado de Transportes.
Em 6 de maio de 2016, foi eleito prefeito de Londres, sendo o primeiro muçulmano a ocupar o cargo. Ele foi reeleito em maio de 2021. E mais uma vez, para um terceiro mandato, em maio de 2024. Khan foi elogiado por ter feito o transporte público de Londres mais acessível e por ter reduzido o número de veículos poluentes no centro da cidade; contudo, ele tem sido criticado pelo aumento na criminalidade.
Uma das primeiras ações de Khan como prefeito foi proibir os anúncios da Protein World no Metro de Londres, que apresentavam uma modelo fitness de biquíni, com a pergunta "está com o seu corpo de praia pronto?" Disse Khan: "Como pai de duas adolescentes, estou extremamente preocupado com esse tipo de publicidade, que pode rebaixar as pessoas, principalmente as mulheres, e deixá-las com vergonha de seus corpos".
Ele já foi incluído na lista do Time 100 das pessoas mais influentes do mundo.